# Lucy Cohu
Lucy Cohu (Wiltshire, 2 de outubro de 1968) é uma atriz britânica. Ela é mais conhecida por sua interpretação da Princesa Margaret no telefilme A Irmã da Rainha, pelo qual foi indicada aos prêmios BAFTA e Emmy.

## Biografia
Lucy Ann Cohu nasceu em Wiltshire em 1968, apesar da forte influência militar de sua família, seus pais eram inteiramente favoráveis ao seu desejo de ser atriz.
Após se formar na escola de teatro, seu primeiro emprego foi no Royal Exchange Theatre, na cidade de Manchester, em uma produção de Jane Austen, Orgulho e Preconceito. Ela fez sua estréia na televisão em um episódio de Casualty. Ela interpretou o papel de Jessica Bailey no drama Soldier Soldier, produzido pela ITV. Em 2005, participou do telefilme A Irmã da Rainha, interpretando a princesa Margarida na versão semi-ficcional de sua vida para o Channel 4, papel que lhe rendeu indicações aos prêmios de mlehor atriz no Emmy Internacional e no BAFTA. Na TV, Cohu apareceu em Cape Wrath, Ballet Shoes, como Theo Danes, e Torchwood: Children of Earth, como Alice Carter, filha do capitão Jack Harkness. Entre seus filmes, destacam-se: Gosford Park e Becoming Jane com Anne Hathaway.

## Prêmios e indicações
Em novembro de 2008, Cohu ganhou um Emmy Internacional de melhor atriz por seu papel no drama Forgiven (2007).

## Vida pessoal
Cohu foi casada com o ator Corey Johnson, mas depois se divorciaram. Ela é mãe de Alexander, nascido em 2000.

## Filmografia

### Filmes
| Ano  | Filme               | Papel                | Notas |
| ---- | ------------------- | -------------------- | ----- |
| 1992 | Pressing Engagement |                      |       |
| 2001 | Gosford Park        | Lottie               |       |
| 2007 | Becoming Jane       | Eliza De Feuillide   |       |
| 2011 | The Awakening       | Constance Strickland |       |
| 2014 | The Inbetweeners 2  | Nikki                |       |
| 2014 | A Face De Um Anjo   | Caroline             |       |

### Televisão
| Ano       | Trabalho                         | Papel                                   | Notas                                                                             |
| --------- | -------------------------------- | --------------------------------------- | --------------------------------------------------------------------------------- |
| 1991      | Casualty                         | Theresa Johnson                         | 1 episódio: Beggars Can't Be Choosers                                             |
| 1992      | The Good Guys                    | Lucy Howells                            | 1 episódio: Relative Values                                                       |
| 1992      | Sam Saturday                     | Jill Connor                             | 1 episódio: On the Other Hand                                                     |
| 1993      | Agatha Christie's Poirot         | Marianne Deroulard                      | 1 episódio: The Chocolate Box                                                     |
| 1994      | A Very Open Prison               | Repórter                                |                                                                                   |
| 1994      | The Dwelling Place               | Isabelle Fischel                        | 1ª, 2ª e 3ª episódio, da 1ª Temporada                                             |
| 1995      | Loving                           | Violet                                  |                                                                                   |
| 1995      | Pie in the Sky                   | Senhorita Watson                        | 1 episódio: Swan in His Pride                                                     |
| 1996      | The Ruth Rendell Mysteries       | Magdelene Heller                        | 2 episódios: The Secret House of Death: Part 1, The Secret House of Death: Part 2 |
| 1997      | Peak Practice                    | Gina Johnson                            | 3 episódios: State of Mind, Running to Hide, Borrowed Time                        |
| 1997      | Rebecca                          | Rebecca                                 |                                                                                   |
| 1997      | Casualty                         | Jayne Bazeley                           | 5 episódios                                                                       |
| 1997      | Queen: Made in Heaven            |                                         |                                                                                   |
| 1997      | Soldier Soldier                  | Prefeita Jessica Bailey                 | 7 episódios                                                                       |
| 1998      | Wycliffe                         | Sophie Cattran                          | 1 episódio: Standing Stone                                                        |
| 1999      | RKO 281                          | Dolores del Rio                         |                                                                                   |
| 2000      | Reach for the Moon               | Amelia Marchant                         | 6 episódios                                                                       |
| 2002      | In Deep                          | Elinor                                  | 2 episódios: Blood Loss: Part 1, Blood Loss: Part 2                               |
| 2002      | The Real Jane Austen             | Cassandra Austen                        |                                                                                   |
| 2003      | Red Cap                          | Megan Rhodes                            | 1 episódio: Cold War                                                              |
| 2003      | Sweet Medicine                   | Anna Winterson                          | 5 episódios                                                                       |
| 2004      | The Bill                         | Philippa Manson                         | 9 episódios (2004–2005)                                                           |
| 2005      | The Queen's Sister               | Princesa Margarida, Condessa de Snowdon | Indicada—BAFTA Awards de melhor atriz Indicada—Emmy Internacional de melhor atriz |
| 2006      | Bombshell                        | Valerie Welling                         |                                                                                   |
| 2006      | Coup!                            | Amanda Mann                             |                                                                                   |
| 2007      | Cape Wrath                       | Evelyn Brogan                           |                                                                                   |
| 2007      | Forgiven                         | Liz                                     | Emmy Internacional de melhor atriz                                                |
| 2007      | Ballet Shoes                     | Thea Dane                               |                                                                                   |
| 2008      | Einstein and Eddington           | Mileva Einstein                         |                                                                                   |
| 2009      | Torchwood: Children of Earth     | Alice Carter                            |                                                                                   |
| 2009      | Marple: A Pocket Full of Rye     | Pat Fortescue                           |                                                                                   |
| 2009      | Murderland                       | Sally                                   |                                                                                   |
| 2010      | Silent Witness                   | Rebecca Connelly                        | 2 episódios: Intent: Part 1, Intent: Part 2                                       |
| 2010      | Midsomer Murders                 | Jenny Russell                           | 1 episódio: The Sword of Guillaume                                                |
| 2012      | Lewis                            | Marion Hammond                          | 1 episódio: Fearful Symmetry (Series 6)                                           |
| 2013-2016 | Ripper Street                    | Deborah Goren                           | Três episódios: In My Protection, The Good of this City, Tournament of Shadows    |
| 2015      | Charlie                          | Terry Keane                             | 3 episódios                                                                       |
| 2015      | Broadchurch                      | Tess Henchard                           | 4 episódios                                                                       |
| 2016      | Death in Paradise                | Caroline Bamber                         | 1 episódio: One for the Road                                                      |
| 2017      | Maigret: Night at the Crossroads | Madame Maigret                          |                                                                                   |
| 2017      | Maigret                          | Madame Maigret                          |                                                                                   |
| 2019      | Summer of Rockets                | Miriam Petrukhin                        |                                                                                   |
| 2020      | COBRA                            | Rachel Sutherland                       |                                                                                   |